# Live at Augusta Raurica

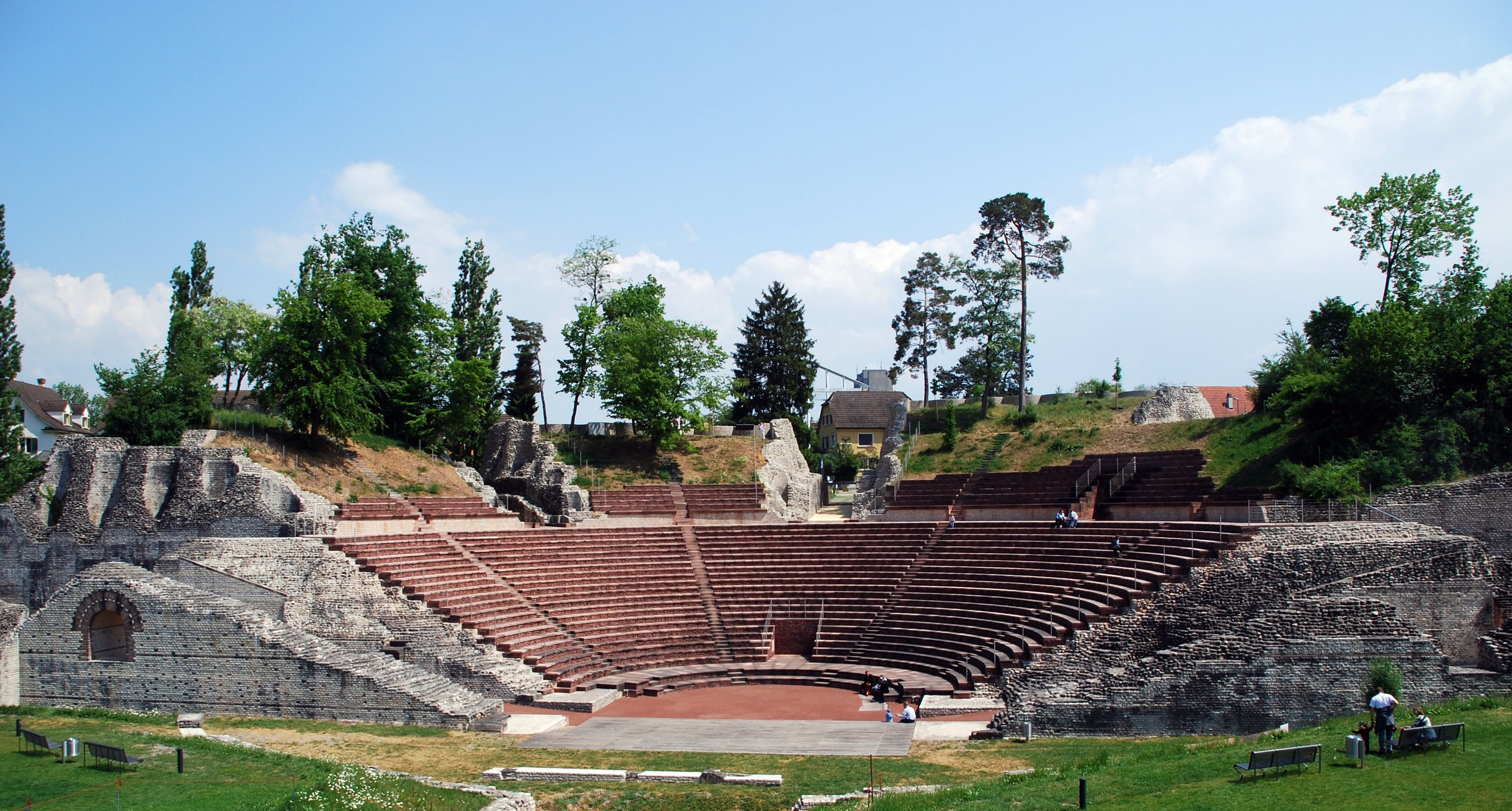
Een lege Augusta Raurica (2007)

Live at Augusta Raurica is een livealbum van Tangerine Dream. Het werd opgenomen tijdens een concert in het amfitheater Augusta Raurica nabij Bazel op 8 september 2016. Het was één van der eerste concerten zonder de bandleider van Tangerine Dream Edgar Froese die in 2015 overleed. De band staat aan het slot van het concert nog even stil bij het niet (meer) meespelen van Froese. Het album bestond uit een dubbel-cd, een dvd-PAL en een dvd-NTSC. Mark Jenkins vond met name de dvd-versie amateuristisch gemaakt en samengesteld en vond het meegeven van zowel PAL- als NTSC-dvd overbodig. 

## Musici
- Thorsten Quaeschning – synthesizers, elektrische gitaar, sequencer, piano
- Ulrich Schnauss – synthesizers, Ableton Live, sequencer
- Hoshiko Yamane – elektrische viool, Ableton Live

## Muziek
| Nr. | Titel                        | Duur  |
| --- | ---------------------------- | ----- |
| 1.  | Mothers of rain              | 6:33  |
| 2.  | Logos                        | 6:09  |
| 3.  | Genesis of precious thoughts | 10:32 |
| 4.  | Power of rainbow serpent     | 7:47  |
| 5.  | Proton bonfire               | 8:05  |
| 6.  | Second gravity               | 9:39  |
| 7.  | Madagasmala                  | 7:15  |
| 8.  | Love on a real train         | 6:25  |
| 9.  | Dolphin dance                | 5:05  |
| 10. | Kiew mission                 | 6:08  |

| Nr. | Titel                              | Duur  |
| --- | ---------------------------------- | ----- |
| 1.  | Rubycon                            | 17:30 |
| 2.  | White eagle                        | 6:24  |
| 3.  | Ricochet                           | 7:10  |
| 4.  | Sorcerer theme                     | 5:41  |
| 5.  | Mirage of reality                  | 9:24  |
| 6.  | Song of the whale                  | 9:38  |
| 7.  | The silver boots of Bartlett Green | 7:33  |
| 8.  | Closing words                      |       |

De dvd’s volgen de çd’s.